# Posener Fußballmeisterschaft
Die Posener Fußballmeisterschaft der Männer wurde zwischen der Saison 1908/09 und 1913/14 im Südostdeutschen Fußball-Verband (SOFV) ausgespielt, wobei der DSV Posen mit fünf Meisterschaften Rekordmeister ist. Der Posener Meister qualifizierte sich für die Endrunde um die südostdeutsche Meisterschaft, bei der man jedoch den Vereinen aus Breslau und der Niederlausitz unterlag. Nach dem Ersten Weltkrieg wurde Posen polnisch, somit endete auch die Posener Fußballmeisterschaft im Südostdeutschen Fußball-Verband.

## Posener Meister 1909–1914
| Jahr    | Niederlausitzer Meister | Abschneiden südost- deutsche Meisterschaft | Südostdeutscher Meister |
| ------- | ----------------------- | ------------------------------------------ | ----------------------- |
| 1908/09 | DSV Posen               | Verzicht                                   | SC Alemannia Cottbus    |
| 1909/10 | DSV Posen               | Vorrunde                                   | VfR 1897 Breslau        |
| 1910/11 | DSV Posen               | Halbfinale                                 | FC Askania Forst        |
| 1911/12 | DSV Posen               | Halbfinale                                 | ATV Liegnitz            |
| 1912/13 | FC Britannia Posen      | Vorrunde                                   | FC Askania Forst        |
| 1913/14 | DSV Posen               | Vorrunde                                   | FC Askania Forst        |

## Rekordmeister
Posener Rekordmeister ist der DSV Posen, der den Titel 5-mal gewinnen konnte.
| Verein             | Titel | Jahr                         |
| ------------------ | ----- | ---------------------------- |
| DSV Posen          | 5     | 1909, 1910, 1911, 1912, 1914 |
| FC Britannia Posen | 1     | 1913                         |